# Berlijn (plantage in Para)
Berlijn is een voormalige houtgrond en suikerplantage gelegen aan de bovenstroom van de Para te Suriname. De Parakreek ligt in het district Para en mondt uit in de Surinamerivier. Uit de houtgrond is het dorp Berlijn of Balen ontstaan.

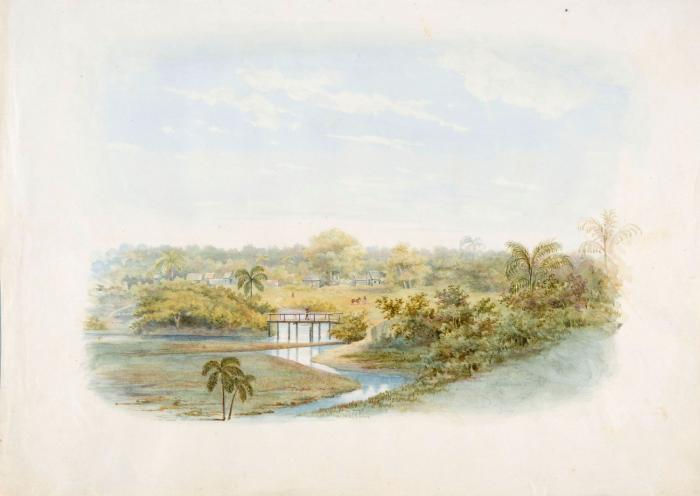
Aquarel met zicht op houtplantage Berlijn, datum vóór 1926

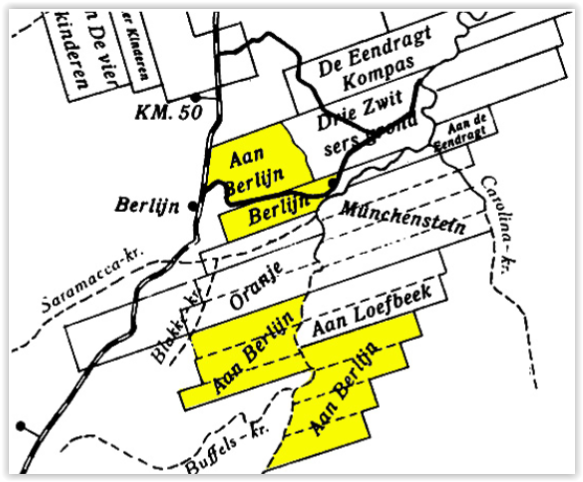
Houtgrond Berlijn te Suriname, kaart Bakhuijs en de Quant, 1930

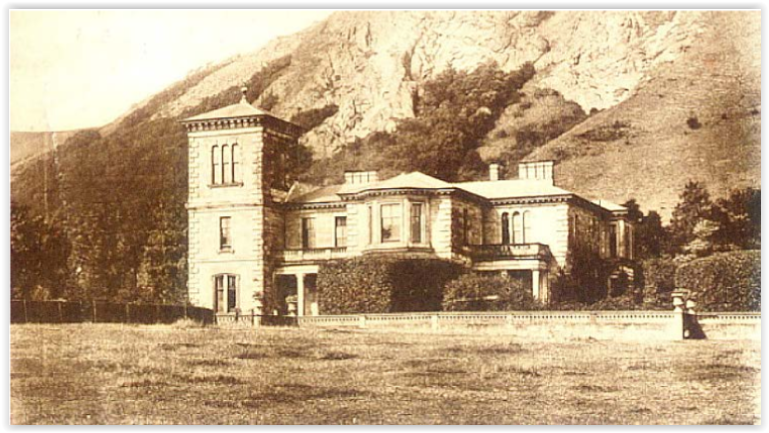
Huis van Robert Kirke in Schotland, afgewerkt met Surinaams hardhout ws van Berlijn, foto 1906

## Oprichting
In de jaren 1760-1763 werd aan de Para-kreek een aantal houtgronden uitgegeven, waaronder Berlijn in 1763. Berlijn grenst stroomopwaarts  aan de houtgrond Oranje en stroomafwaarts aan de Drie-Zwitsersgrond.
De houtgrond Berlijn werd in de volksmond ook wel Bareen genoemd of Baroen, mogelijk afgeleid van Borries, naar de stichter van de plantage: kapitein Walraad Hendrik Godlief van Borries (1728-1771). Van Borries was afkomstig van Pruisen, vandaar zijn keuze voor de naam Berlijn. In 1766 huwde hij met Johanna Margaretha Crommelin (1739-1768), dochter van gouverneur Wigbold Crommelin; zij overleed anderhalf jaar later.
De plantage was begonnen als een houtproductiegrond, maar was ambitieus van opzet en in die tijd de grootste plantage van de boven-Para. Van Borries liet zelfs een molenmaker komen om een watergedreven zaagmolen op te zetten. Deze molenmaker, Jan Schot, arriveerde in 1768 vanuit Philadelphia. Dat jaar was de plantage 4.400 akkers groot, met 165 slaven.
Vanaf 1770 werd er suikerriet en koffie geplant. In 1771 was het oppervlak gegroeid tot 6.800 akkers, met 204 slaven.

## Opeenvolgende eigenaren
Bij het overlijden van Van Borries in 1771 bleek dat er grote schulden rustten op de plantage. Crommelin senior, die ongeveer 30.000 gulden in het project had gestopt, heeft zijn geld nooit teruggezien. De plantage kwam in handen van de schuldeiser, het negociatiefonds onder Harmen van de Poll te Amsterdam. De volgende eigenaren waren:
- 1772   Daniël Deutz, woonachtig te Amsterdam, Nederland
- 1819	D. Bueno de Mesquita, woonachtig te Paramaribo, Suriname
- 1824	James Balfour, woonachtig te Nickerie, Suriname
- 1841	De erven James Balfour, woonachtig te Schotland

Daniël Deutz (1714-1775) was eerder eigenaar van buitenplaats Gooilust en enkele jaren Burgemeester van Amsterdam. Hij had 8 kinderen.
D. Bueno de Mesquita was tevens eigenaar van de naastgelegen houtgrond Münchenstein en van de suikerplantage Groot-Chatillon aan de Surinamerivier.
James Balfour (1777-1841) was tevens eigenaar van de katoenplantages Forgue en Providence, de suikerplantage Waterloo en de kostgrond Hazard, allen gelegen in het district Nickerie. Balfour bezat in totaal 700 slaven (telling 1840) en woonde op Waterloo samen met Herriet Fine Beek, een dochter van een van zijn slaven.
De erven James Balfour waren: Robert Kirke (planter, Burnt-Island te Schotland) voor 41/48 aandeel. James Balfour (modellentekenaar, Dunfermline te Schotland) voor 2/48 aandeel. Thomas Balfour (Dunfermline te Schotland) voor 2/48 aandeel. John Janet Duncanson (Cairneyhill te Schotland) voor 3/48 aandeel.

## De slavenmacht
De houtgrond Berlijn te Para was een vreemde eend in het plantagebezit van Balfour. Waarschijnlijk heeft hij het aangekocht vanwege de slavenmacht. In die tijd was de trans-Atlantische slavenhandel reeds verboden en de enige manier om nieuwe slaven te verwerven was de aankoop van een plantage met slavenmacht. Maar het liep niet altijd zoals gewenst, zo is er te lezen:
"De slaven van de houtgrond Berlijn in Para, welcke de eijgenaar wilde vervoeren, om die, hetzij op de Kopenaamsche kust of in het distrikt Nikerie te gebruiken, verzetten zich tegen deze verplaatsing. Men had hen - onder welk voorwendsel ook - reeds aan Paramaribo gebragt ; zodra bespeurden zij niet, dat het doel van den Eijgenaar was, hun naar elders te brengen, of zij namen gezamentlijk, ten getale van ruim 200, de weg naar Berlijn terug, en zijn daar gebleven." (Lammens, 1982)
Thomas Balfour, een broer van James, was directeur op Berlijn. In 1824 kwamen spanningen tussen de directeur en de slavenmacht tot een uitbarsting. Balfour vermoordde uit jaloezie een ongewapende en weerloze slavin, die zich met soldaten van de militaire post Saron had opgehouden. Het jaar daarop worden 'ongeregeldheden' geboekstaafd in de administratie naar aanleiding van een straf die aan twee slaven was opgelegd. De directeur werd door het gouvernement verbannen uit de kolonie Suriname. Vervolgens werd hem, op zijn eigen verzoek, door de autoriteiten in Nederland pardon verleend.

## Emancipatie en het dorp Berlijn
In 1831 telde de houtgrond Berlijn 234 slaven, en een oppervlakte van 3500 akkers.
In 1854 huurde de EBG-zendeling Bramberg een woning op Berlijn en begon er het kerkelijk werk. Dit met instemming van eigenaar Robert Kirke. De hoofdvestiging van de Evangelische Broedergemeente Suriname was te Bersaba.
In 1863, het jaar van de emancipatie, werden te Berlijn 376 slaafgemaakten vrijverklaard. Enkele bekende Surinaamse familienamen komen van de houtgrond Berlijn, zoals: Belliot, Bijlhout, Derby, Hiwat, Hoepel, Leter, Linger, Macknack, Neslo, Watson en Winter.
De erven Balfour ontvingen van de Nederlandse regering een “tegemoetkoming” ter grootte van 117.600 gulden. Van de suikerplantages Waterloo en Hazard te Nickerie ontvingen zij een tegemoetkoming van 118.700 gulden. Robert Kirke verbleef toen reeds in Schotland. Plantagedirecteur M. Hutchinson vulde het borderel in. J.J. Hewitt, boekhouder en koopman te Nieuw-Rotterdam tekende voor de tegemoetkomingsgelden.
Na de emancipatie werden de plantages Waterloo en Hazard voortgezet, maar Berlijn werd buiten productie gesteld en verkocht aan de voormalige slavenbevolking. Dit was het begin van het dorp Berlijn of in het Sranan: Balen.

## Familienamen Emancipatie 1863
Onderstaand een lijst van achternamen die de tot slaaf gemaakten van plantage Berlijn kregen na de afschaffing van de slavernij.
- Belfor
- Belliot
- Bijlhout
- Bokkenheim
- Boomwijk
- Bornet
- Bruinhart
- Cederhout
- Dalfour
- Damburg
- Densmil
- Derby
- Duurham
- Groenhart
- Heimer
- Hiwat
- Hoepel
- Inge
- Kamber
- Kaneelhart
- Krik
- Leter
- Letterboom
- Linger
- Locus
- Maandlof
- Macnack
- Mijnhijmer
- Neslo
- Neurenberg
- Purper
- Rank
- Saliestam
- Velder
- Volk
- Watson
- Wilde
- Winter
- Zomer

A la bonne heure · Anna's Zorg · Akkerboom · Alliance · Alkmaar · Andresa · Auka · Andreesgift · Bantaskine · Barbados · Batavia · Beekenhorst · Belladrum · Bellevue · Belwaarde · Beninenburg · Berg en Dal · Bergen op Zoom · Berlijn (Commewijne) · Berlijn (Para) · Bethlehem · Boksweide · Boston · Botany Bay · Boxel · Bronswijk · Brouwerslust · Bruinendaal · Bucklebury · Buitenrust · Burnside · Cadrosspark · Caledonia · Campenburg · Cannewapibo · Catharina Sophia · Clevia  · Cliffort-Kokshoven · Clyde · Concordia · Concordia en een Kwart Lot · Courcabo · De Dageraad · De Goede Vriendschap · De Resolutie · De Vier Hendrikken · Diamond · Dijkveld · Domburg · Dordrecht · Eendragt · Elisabeth's Hoop · Ellen · L'Espérance (Nickerierivier) · L'Espérance (Surinamerivier) · Esthersrust · Fairfield · Fortuin · Flora · Florentia · Frederiksburg · Frederiksdorp · Frederikslust · Geertruidenberg · Geyersvlijt · Glensander · Gloria · Groot Chatillon · Groot Marseille · Guadeloupe · Hague · Hamburg · Hamilton · Hamptoncourt · Hannover · Hazard · Hebron · Hecht en Sterk · Hooyland · Hope · Houttuin · Huntly · Huwelijkszorg · Inverness · Jagtlust · Jodensavanne · Johan & Margaretha · Johanna Catharina · Johanna Maria · Johannesburg · John · Katwijk · Kent · Kerkshoven · Killenstein · Klein Bellevue · Kleinhoop · Krappahoek · Kroonenburg · Kwatta · La Jalousie · La Prosperité · La Rencontre · La Ressource (Saramacca) · La Ressource (Surinamerivier) · La Singularité · Laarwijk · Leasowes · Leliëndaal · Leonsberg · Livorno · Longmay · Lunenburg · Lust en Rust · Lustrijk · Maasstroom · Margarethenburg · Maria Petronella · Mariënbosch · Mariënburg · Margaretha's Gift · Mary's Hope · Meerzorg · Merveille · Moed en Kommer · Mon Bijou · Mon Souci · Mon Trésor · Monnikendam · Mopentibo · Morgenster · Moy · Nieuw Mocha · Nieuwzorg · Nieuwe Aanleg · De Nieuwe Grond · Nijd en Spijt · Novar · Nursery · Nut en Schadelijk · Onoribo · Onverwacht · Oranibo · Ornamibo · Overbrug · Overtoom 
· Oxford · Palestina · Paradise · Persévérance · Petersburg · Picardië · Peperpot · Pieterszorg · Plaisance · Poelwijk · Potosie · Purmerend · Reijnsdorp · Reijnsfort · Rijnberk · Roosenburg · Rorac · Rust en Werk · Rustenburg · Saltzhalen · Sans Souci · Saphir · Sarah · Sardam · Schaapstede · Schoonoord · Sinabo en Gelre · Sint Barbara · Sint Eustatius · Slootwijk · Sorgvliet · Spieringshoek · Standvastigheid · Suidwijn · Suzanna's Daal · Toevlugt (Surinamerivier) · Tout Lui Faut · Toledo · Totness · Tyronne · 't Vertrouwen · Victoria · Vierkinderen · Visserszorg · Voorburg · Voorzorg (Saramacca) · Vossenburg · Vredenburg · Vriendsbeleid en Ouderzorg · Vreeland · Waltonhall · Waldijk · Waterloo · Wederzorg · Welbedacht · Welgelegen (Commewijne) · Welgelegen (Coronie) · Welgevallen · Weltevreden · Wolffs Capoerica · Wolfenbüttel · 't Ylant · Zoelen · Zorg en Hoop (hout) · Zorg en Hoop (indigo) · Zorg en Hoop (katoen) · Zorg en Hoop (suiker)